# Руське Караєво
Руське Кара́єво (рос. Русское Караево, ерз. Русское Караево) — присілок у складі Темниковського району Мордовії, Росія. Входить до складу Русько-Тювеєвського сільського поселення.
Населення — 283 особи (2010; 357 у 2002).
Національний склад (станом на 2002 рік):
- росіяни — 84 %